# Pelomedusa neumanni
Pelomedusa neumanni is een schildpad uit de familie pelomedusa's (Pelomedusidae).

## Naam en indeling
De wetenschappelijke naam van de soort werd voor het eerst voorgesteld door Alice Petzold, Mario Vargas-Ramírez, Christian Kehlmaier, Melita Vamberger, Wiliam R. Branch, Louis de Preex, Margaretha D. Hofmeyr, Leon Meyer, Alfred Schleiger, Pavel Široký en Uwe Fritz in 2014. Omdat het dier pas in 2014 werd beschreven is de soort in veel literatuur nog niet bekend.
De soortaanduiding neumanni is een eerbetoon aan de Duitse ornitholoog Oscar Neumann (1867 - 1946).

## Uiterlijke kenmerken
De schildpad bereikt een maximale rugschildlengte van 19,4 centimeter waarmee het een middelgrote soort is. De schildkleur is variabel, van witachtig tot bruin. De kleur van het buikschild varieert van geel tot bruin. Onder de kin zijn twee kleine baarddraden aanwezig.

## Verspreiding en habitat
Pelomedusa neumanni komt voor in delen van Afrika en leeft in de landen Kenia en Tanzania. De habitat bestaat onder andere uit savannes. 